# Ferratum
Ferratum nebo Skupina Ferratum Group („Ferratum“ nebo „Skupina“) je mezinárodní poskytovatel finančních služeb. Tvoří ji společnost Ferratum Oyj a její dceřiné společnosti. Ferratum má sídlo ve finských Helsinkách. Od svého založení v květnu 2005 již stihlo expandovat mimo jiné do Evropy, Severní Ameriky, Jižní Ameriky a regionu Asie-Pacifiku.
Ferratum se specializuje na automatizované bankovní procesy s centralizovanou technologickou infrastrukturou a obchodním oddělením. Jeho proprietární, o velká data se opírající samoučící systém umožňuje okamžité schvalování žádostí o úvěr se špičkovým zabezpečením.

## Zakladatel
Ferratum založil v roce 2005 Jorma Jokela, jeho nynější generální ředitel (CEO). Vystudoval účetnictví na Vysoké škole obchodní v Kuopiu a Vysoké škole obchodní v Helsinkách. V Helsinkách založil společnost Jokela Capital Oy, již pak v letech 1998 až 2000 řídil na pozici generálního ředitele (CEO). V roce 2004 potom prodal Jokela Capital. V roce 2005 založil Ferratum a od té doby je jeho generálním ředitelem (CEO).

## Geografické působení
Ferratum je na špici poskytovatelů mobilních půjček spotřebitelům a malým podnikům. V současnosti je zastoupeno v Evropě, Severní Americe, Jižní Americe a regionu Asie-Pacifiku. Bankovní licence pro EU ho opravňuje k provozu ve všech zemích EU.

## Vedení
V čele vedení Ferratum Group stojí Jorma Jokela a tvoří ho tým podnikavých a nadšených odborníků, kteří přinášejí znalosti z širokého spektra souvisejících oborů. 
Lea Liigus má na starosti právní a regulatorní věci a také je generální ředitelkou (CEO) společnosti Ferratum Bank p.l.c., tedy bankovní dceřiné společnosti v rámci Skupiny. Vystudovala práva na Tertské universitě v Estonsku, kde získala titul LLM, a program smluvního a obchodního práva na finské Helsinské univerzitě. Než v roce 2006 nastoupila na svou pozici ve Skupině, přednášela obchodní a evropské právo na Estonské obchodní škole v Tallinnu a pracovala jako advokátka specializovaná na obchodní, finanční a evropské právo v advokátní kanceláři Sorainen.
Saku Timonen je vedoucím půjčování a ve skupině pracuje od roku 2009. Od roku 1996 do roku 2001 studoval marketing a finance/ekonomii na Helsinské škole ekonomie a podnikového řízení. V letech 2000 až 2000 měl na starosti plánování marketingu a byl produktovým manažerem a manažerem vztahů v Sampo Bank. Od roku 2006 do roku 2009 byl produktovým manažerem nezajištěných produktů v GE Money Oy.
Dr. Clemens Krause je finanční ředitel Skupiny (CFO) a výkonný ředitel společnosti Ferratum Capital Germany GmbH. Vystudoval podnikové řízení na Westfälische Wilhelms-Universität v Münsteru. Od roku 1989 do roku 1994 pracoval na Institut für Rechnungswesen v Münsteru na svém Ph.D. V roce 1994 nastoupil do Bankgesellschaft Berlin AG, kde pracoval jako manažer a ředitel projektového financování. Než v roce 2012 nastoupil do Skupiny, zastával v Německu manažerské pozice v Deutsche Bahn, E-Loan Europe, E*Trade Germany, GE Money Bank (General Electric) a Commerzbank.
Ari Tiukkanen je obchodním a provozním ředitelem (COO) Skupiny. Studoval strojírenské inženýrství na Univerzitě užitých přírodních věd v Jyväskylä, absolvoval ji v roce 1986 s bakalářským titulem BSc (Engineering). Než v roce 2015 nastoupil do Skupiny, byl v letech 2012 až 2015 šéfem stavebnictví a průmyslu ve společnosti Metsä Wood, v letech 2012 až 2015 generálním ředitelem Icare Finland / Revenio Group, v letech 2006 až 2008 obchodním ředitelem skupiny Paloheimo Group, v letech 1999 až 2006 vedoucím stavebních výrobků ve společnosti Finnforest a v letech 1992 až 1999 zastával různé manažerské pozice ve skupině Halton Group.

## Uvedení akcií na burzu Frankfurt Stock Exchange
Akci společnosti Ferratum byly kótovány na hlavním seznamu burzy cenných papírů ve Frankfurtu dne 6. února 2015. Ferratum bylo první společností ze sektoru FinTech, kterou tato burza cenných papírů přijala k obchodování. Ve veřejné nabídce akcií si podíl ve společnosti Ferratum zakoupili mezinárodní institucionální investoři. Akcie se prodávaly po 17 eurech, tržní hodnota společnosti byla přibližně 370 milionů eur. Celkem se tak vybralo 48 milionů eur na financování růstu společnosti, například na pronikání do nových oblastí produktů či rozšiřování činnosti. I po zahájení veřejného obchodování je největším akcionářem společnosti Jorma Jokela.

## Vize
Ferratum Group má evropskou bankovní licenci a uvádí, že její vizí dnes je stát se přední světovou mobilní bankou s širokou škálou produktů. Ferratum, průkopník mobilních spotřebitelských úvěrů v Evropě, klade důraz především na jednoduchá mobilní řešení, která splňují a překračují očekávání dnešních zákazníků.
Ve své Výroční zprávě za rok 2016 Ferratum uvádí: „Ve společnosti Ferratum nevěříme v banky. Alespoň ne v tradičním slova smyslu. Věříme ve finanční technologie, které jsou mobilní, uživatelsky vstřícné, mezinárodní a vysoce zabezpečené."

## Poslání
Posláním společnosti je nabízet nejlepší spotřebitelské rozhraní pro půjčky a bankovní procesy, spolu s non-stop zákaznickým servisem dostupným online přes webové stránky Ferratum, mobilní aplikace a stránky a aplikace partnerů.

## Nabídka
Ferratum kombinuje finanční služby s technologiemi a v současné době nabízí sedm produktů: Mikropůjčky, Plus Loans, Ferratum Credit, Ferratum Business, Ferratum P2P, Prime Loans a Mobilní bankovnictví.
V roce 2016 pokračovalo Ferratum v rozšiřování svého podnikání s půjčkami v reakci na věčně rostoucí poptávku po alternativních a inovativních modelech poskytování úvěrů.

## Hodnoty a partnerství
Ve Výroční zprávě za rok 2016 Ferratum Group uvádí, že „vytváření hodnoty pro zákazníky a investory je ambicí společnosti Ferratum od jejího založení v roce 2005. Ale stejně důležité je vytváření hodnoty pro partnery."
Ferratum tvrdí, že na rozdíl od tradičních bank „nespoléhá jen na vlastní schopnosti inovace, ale prostřednictvím partnerství vytváří vysoce flexibilní finanční ekosystém s cílem maximalizovat zákaznickou zkušenost. Tento partnerský přístup umožňuje rychlejší růst s nižšími kapitálovými výdaji. Produkty budou postaveny okolo celého životního cyklu zákazníka, a to díky zapojení partnerů z jak finančních, tak nefinančních technologických společností."
Výroční zpráva dále upřesňuje, že „nová partnerství budou založena nejen na technologiích a relevanci pro náš finanční ekosystém“ a že Ferratum „upřednostňuje partnerství se společnostmi, se kterými sdílí podobné základní hodnoty: profesionalitu, inovativnost, ziskovost a jasné etické zásady."

## „Jormův princip“ a trvale udržitelný model rozvoje ziskové firmy
Růst s citem pro proporce – to je jádro toho, čemu Ferratum říká „Jormův princip“. Skupina je zisková od svého vzniku v roce 2005 a během posledních deseti let její příjmy stabilně rostly. Tvrdí, že toho dosáhla dlouhodobým rozšiřováním geografického dosahu a zákaznické a uživatelské základny.
Skupina tvrdí, že se soustředí na udržitelný rozvoj a rozšiřování obchodní činnosti ze současné pozice předního poskytovatele mobilních půjček. Tato expanzivní strategie, která je v jádru obchodní strategie Skupiny, zahrnuje diverzifikaci geografické přítomnosti v evropském i světovém měřítku. Ferratum bude i nadále usilovat o růst a rozšiřování produktového portfolia uvnitř svých stávajících trhů v Evropě, Austrálii, na Novém Zélandu, v Brazílii, Mexiku a Kanadě.

## Vpád mobilních technologií
Využívání mobilního bankovnictví v celosvětovém měřítku i nadále stoupá. Ve vybraných evropských zemích, USA a Austrálii byl v dubnu 2016 podíl majitelů chytrých telefonů a tabletů, kteří používají mobilní bankovnictví, 47 % – oproti 41 % v minulém roce. Analytici očekávají, že v roce 2021 budou své mobilní telefony používat více než 2 miliardy mobilních uživatelů, oproti 1,2 miliardám v roce 2016.
Jak se používání mobilního bankovnictví ujme, závisí na kvalitě přístupu k internetu. V roce 2016 už mobilní širokopásmové připojení pokrývalo 84 % světové populace. Mobilní širokopásmové připojení v zemích OECD dosáhlo v polovině roku 201 6 95,1 %, přičemž v severoevropských zemích a v Austrálii počet účastníků přesahoval 100 % populace. Trend rostoucího používání mobilního bankovnictví zahrnuje i segmenty populace s nižšími příjmy, které vlastní chytré telefony, a přitom v současné době nejsou klienty bank nebo bankovní služby používají jen omezeně, například si na účet jen nechávají posílat výplatu (anglicky se jim říká „underbanked customers“).
Celosvětově došlo v sektoru finančních technologií („FinTech“) v průběhu roku 2016 k 50% poklesu investic, které dosáhly jen 24,7 miliard USD, oproti 46,7 miliardám USD v roce 2015. Největší optimismus v rámci sektoru FinTech patřil crowdfunding a poskytování úvěrů, zvláště P2P půjček. Průzkum také identifikoval trend k diverzifikovanějším obchodním modelům a expanzi do dalších zemí.
Zároveň jsou tradiční banky pod tlakem, aby snížily náklady, což souvisí s negativním dopadem prostředí s nízkými úrokovými sazbami. Banky po celé Evropě v posledních letech zavírají pobočky, čímž přicházejí o svou nejdůležitější konkurenční výhodu. Studie zjistila, že vpád nových technologií by v bankovním sektoru mohl do roku 2025 způsobit snížení tržeb o 10 až 40 %, přičemž FinTechy by obsluhovaly významnou část trhu. Očekává se, že v Německu by mohly FinTechy do roku 2020 získat až 5% podíl na trhu.
Ve své Výroční zprávě za rok 2016 Ferratum uvádí:
- Dnešní bankovnictví je digitální; zítřejší bankovnictví je mobilní.
- Aby se bankovní a finanční služby přizpůsobily tomuto digitálnímu mobilnímu světu, budou se muset přetvořit do digitálního rámce a nabídnout nová řešení pro bezpečné a bezproblémové ověřování a autorizaci finančních transakcí bez zdlouhavých schvalovacích procesů.
- Tradiční banky ve snaze najít si v tomto novém prostředí své místo omezují jejich zastaralé systémy. Tržní trendy nahrávají novým hráčům, kteří jsou schopní systematicky využívat výhody mobilní konektivity a automatizace procesů k tomu, aby zákazníkům a drobným podnikatelům zrychlili a zjednodušili život. Nové bezpečnostní procesy, jako je biometrie a geolokace, jsou specifikem mobilního kanálu a poskytují vyšší bezpečnostní standardy, aniž by to zhoršilo zákaznickou zkušenost.

Ferratum tvrdí, že díky propojení mobilního bankovnictví, maloobchodních úvěrů a úvěrů pro malé a střední podniky je v ideální pozici, aby zachytilo obrovský potenciál, který skýtá revoluce chytrého bankovnictví a nedostatečně obsloužených úvěrových trhů.

## Spuštění Mobilní banky Ferratum
Mobilní banka Ferratum, spuštěná v roce 2016 v Německu, Švédsku a Norsku, je revoluční novou platformu, která sestavuje celý finanční život zákazníka do jediné aplikace. Uživatelé se mohou v reálném čase dostat ke svým běžným účtům, úsporám a debetním kartám, a to snadným, bezpečným a mobilním způsobem bez ohledu na měnu.
Ferratum prohlašuje, že se spuštěním Mobilní banky vytvořilo globální platformu spojující zákazníky, uživatele P2P i poskytovatele služeb. Otevřená architektura aplikace mobilního bankovnictví umožňuje snadnou integraci widgetů ke službám publikovaným jinými společnostmi. Ty tím získají přístup k velké a neustále rostoucí světové zákaznické základně společnosti Ferratum a k neocenitelným informacím o chování zákazníků. 
Mobilní banka používá behaviorální analýzu dat k vytváření inteligentních a cílených doporučení v reálném čase s cílem zlepšit zákaznickou zkušenost a postupně přidávat služby podle preferencí uživatelů.

## 100% on-line banka – žádné pobočky
Ferratum funguje jako mobilní banka, neboli 100% online banka, tedy nemá žádné pobočky. Zákazníci mohou 24 hodin denně, 7 dní v týdnu využívat zákaznickou podporu po telefonu, přes živý chat nebo emailem.
Založení účtu trvá jen pár minut, celý proces podávání žádosti probíhá online a není s ním žádné papírování.

## Proces ověřování
Všechno, co zákazník k založení účtu potřebuje, je cestovní pas nebo občanský průkaz, podle země. Celé ověření pak proběhne pomocí automatického ověření totožnosti tváře za využití běžné webové kamery na straně spotřebitele.

## MasterCard
Zákazníci Mobilní banky Ferratum mohou platit za zboží a služby všude, kde se dá platit kartami MasterCard – a za menší nákupy se dá zaplatit jednoduše přiložením karty. Po každém použití karty zákazníkovi vyskočí oznámení na mobilním telefonu.

## Posílání peněz prostřednictvím SMS
Zákazník může pomocí telefonu poslat peníze každému ze svých kontaktů. Stačí jen zadat jméno příjemce, jeho číslo mobilního telefonu a částku, kterou mu chce zaslat – ten pak dostane SMS s pokyny, jak peníze nasměrovat na svůj účet.

## Proces hodnocení úvěrové bonity klienta
Díky technologii automatického úvěrového hodnocení může Ferratum rozhodnout o úvěru během několika minut. Identifikace žadatele proběhne pomocí automatického ověření totožnosti tváře, systému Bank ID nebo přístupu k informacím z bankovního účtu.
Hodnocení a rozhodnutí o úvěru jsou řízená centrálně. K posouzení nových zákazníků slouží skórkarta žádosti a k posouzení opakovaných zákazníků se používá behaviorální skórkarta. Systém bodového hodnocení založený na analytice FICO společnost Ferratum dále rozvinula; kde je to možné, využívá veřejné databáze, národní úvěrové registry a veřejné daňové databáze. Dále se opírá o interní technologii analytiky na základě velkých dat, jejíž vstupy tvoří například používané internetové prohlížeče, chování při procházení internetu a členství v sociálních sítích. Systémy úvěrového hodnocení a identifikace, které Skupina používá, jsou natolik přísné, že podle statistik z konce roku 2016 bylo schváleno pouhých 14 % žádostí.

## Úvěrové produkty skupiny Ferratum Group

### Mikropůjčky
Průkopnický produkt Ferratum Micro je k dispozici od roku 2005 a spotřebitelům nabízí rychlý a snadný přístup k malým finančním částkám od 25 do 1000 eur na dobu od 7 do 90 dní. Mikropůjčky zprostředkovávají místní webové stránky Skupiny a mobilní aplikace.

### Úvěry Ferratum Plus
Úvěr Ferratum Plus je nabídkou především pro stávající zákazníky, s jejichž splácením jsou dobré zkušenosti. Tento produkt charakterizují větší částky (obvykle 300–5000 eur) a delší doby splatnosti, od 2 do 35 měsíců.

### Ferratum Credit
Produkt Ferratum Credit, uvedený v roce 2013, se díky své flexibilitě stal významným růstovým faktorem Skupiny. Zákazníci mají možnost vybírat, splácet a znovu vybírat částky až do výše dohodnutého úvěrového limitu podle své finanční situace, až do konce smlouvy. Lze sjednat úvěrový rámec až do výše 3000 eur. 

### Ferratum Business
Úvěry pro malé podniky jsou v současnosti k dispozici v pěti zemích. Jsou určené pro fungující malé podniky, které mají za sebou nejméně dva roky úspěšného fungování. Tyto úvěry jsou v rozmezí  2 000 až 10 0000 eur a běžně se používají jako provozní kapitál a překlenovací financování.

### Prime Loans
Produkt Prime Loans byl spuštěn v roce 2017 ve Finsku a jedná se o největší úvěrový produkt Skupiny. Doba splácení této půjčky může být až 10 let a k dispozici je částka až do 20 000 eur.

## Konkurence
Ferratum soupeří s tradičními a digitálními bankami a s ostatními FinTechy, především v oblasti půjček pro spotřebitele a drobné podnikatele. Zároveň se Ferratum na ostatní FinTechy dívá jako na své partnery, což souvisí s rozšiřováním obchodního modelu na služby mobilního bankovnictví, včetně vkladů. 
O trh mobilního bankovnictví a půjček se urputně bojuje – Ferratum Group k tomu ve své Výroční zprávě za rok 2016 uvádí, že „může těžit ze své rozšiřitelné technologické platformy, což je jasné konkurenční výhoda. Jeho IT architektura je od prvopočátku mobilní, navržená jako samoučící a otevřená rozšířením třetích stran i novým produktům společnosti Ferratum, jako je služba P2P investic“. Skupina tvrdí, že zajišťuje, aby zákazníci vždycky dostali nejmodernější služby, bez ohledu na to kde a kdy je potřebují.

## Rozvoj podnikání a prognóza
Podle své Výroční zprávy za rok 2016 Skupina očekává, že objem spotřebitelských úvěrů poroste rychleji než tržní průměr, a to na základě jak nových zákazníků, tak pokračující diverzifikace produktů na trhu spotřebitelských úvěrů a růstu nových trhů. 
Skupina očekává, že „Ferratum Business“ (úvěrování malých a středních podniků) bude i nadále získávat podíl na trhu na pěti stávajících trzích a že bude pronikat na nové trhy. 
Mobilní banka Ferratum bude uváděna do ostrého provozu i v dalších zemích a očekává se, že přiláká nové zákazníky, udrží věrnost zákazníků, podnítí křížový prodej, zvýší objem vkladů a diverzifikuje měny vkladů. 
Mezi externími faktory, které podle Výroční zprávy za rok 2016 mohou ovlivnit obchodní rozvoj společnosti Ferratum), jsou: 
- Poptávka po spotřebitelských půjčkách a úvěrech pro malé a střední podniky na současném a budoucích trzích.
- Globální rozvoj využívání chytrých telefonů a mobilního bankovnictví.
- ¥	Rozvoj globálního odvětví FinTech s ohledem na odvětví půjček a mobilní bankovní služby.
- Konkurence ze strany aplikací mobilního bankovnictví zavedených bank.